# Seznam portugalskih kiparjev
Seznam portugalskih kiparjev.

## C
- Carlos Botelho
- João Carqueijeiro
- Nicolau Chanterene
- João Cutileiro

## M
- Joaquim Machado de Castro

## P
- Manuel Pereira da Silva

## S
- António Soares dos Reis